# 文学青年
文学青年（ぶんがくせいねん）とは文学を好む青年のことである。なお文学青年と言われるようになった明治時代は「少年」と「青年」が未分化だった状態から分化していく時代となっていた。
学校では東京大学予備門の学生による初期の『我楽多文庫』（1885年、硯友社派）のような回覧雑誌ないし非買本を始め、東京専門学校文学科の関係者による『早稲田文学』（1891年、稲門派）、東京帝国大学文科大学の関係者による『帝国文学』（1894年、赤門派）、慶應義塾大学文科の関係者による『三田文学』（1910年、三田派）のような雑誌が登場した。
また地方の文学青年向けでは『秀才文壇』（1901年）、『女子文壇』（1905年）、『文章世界』（1906年）のような文芸投稿雑誌が登場した。
その他、絵葉書の投稿雑誌『ハガキ文学』(1987年) も存在し、文学青年に好かれていたとされる。

## 文学青年に関する作品
文学青年を冠する小編では黄金冠（野中賢三）『初めて出京したる一文學靑年の日記』（『文章世界 第五巻第十六号』、1910年）、三日潮『一文學靑年の懺悔』（『新潮 第十八巻第六号』、1923年）などが存在した。
また探偵小説では1933年の夢野久作の中編小説『氷の涯』が探偵趣味の文学青年を主人公としていた。